# ティベリウス (マウリキウスの皇子)
ティベリウス（ラテン語: Tiberius, 602年11月27日）またはティベリオス（ギリシア語: Τιβέριος）は東ローマ皇帝マウリキウスと皇后コンスタンティナの次男。彼の父はティベリウスに対しローマを中心としたイタリアと西方の島々を継承させようとした。しかしながら、フォカス帝によって廃位された父マウリキウスおよび弟たちと共にカルケドン・エウトロピロス港で処刑されたことで継承は実現しなかった。

## 生い立ちと家族
ティベリウスは東ローマ皇帝マウリキウスと皇后コンスタンティナの次男として生まれた。ティベリウスの名は外祖父ティベリウス2世帝に因む。兄テオドシウスおよび4人の弟（ペトルス、パウルス、ユスティヌス、ユスティニアヌス）、3人の姉妹（アナスタシア、テオクティステ、クレオパトラ）が存在した。テオドシウス1世以降、息子を持った東ローマ皇帝はマウリキウス以外にも存在したが、彼とコンスタンティナ夫婦の子供の多さは冗談の題材となった。
マウリキウスはオリエンス管区マギステル・ミリトゥムとして東ローマ帝国東方の軍を率い、サーサーン朝相手に数々の勝利を成し遂げた。病気で衰弱していた皇帝ティベリウスはゲルマヌスと共にマウリキウスを後継者に指名し、彼に帝国の東半分を継承させようと考えていた。しかしながらゲルマヌスは指名を拒否し、582年8月13日にコンスタンティナと結婚したマウリキウスは帝位に就いた。翌日にティベリウス2世は死去し、マウリキウスが単独皇帝となった。

## その後
597年、重病時のマウリキウスが用意した遺書によれば、マウリキウスはラヴェンナではなくローマを中心とした東ローマ帝国領イタリアをティベリウスに統治させ、コンスタンティノポリスを中心とした東方をテオドシウスに継がせることになっていた。当時の歴史家テオフィラクトス・シモカテスはマウリキウスの幼い息子たちによって残りの領土が分割されると記しており、東ローマ帝国の研究者ジョン・バグネル・ベリーはひとりが北アフリカを支配し、残りがギリシアを含むイリュリクムをドミティアヌスの助けを借りて統治することになっていたのではないかと示唆している。歴史家ヨハネス・ヴィーナントはこの件について言及し、テオドシウスが年長のアウグストゥス、ティベリウスが年少のアウグストゥスとなり、弟たちはカエサルとなっていたのではないかと示唆している。
602年、ドナウ川北岸で越冬するよう命じられた軍はスラヴ人との戦争危機に恐怖し、フォカスを指導者に選んだ。軍はマウリキウスに対しテオドシウスまたはゲルマヌスへの譲位を要求した。602年11月22日、緑組主導の暴動に遭遇したマウリキウスとその家族は軍艦に乗り込み、ニコメディアを目指した。テオドシウスは当時外交使節としてサーサーン朝にいたか、あるいは後にマウリキウスからホスロー2世に援助を要請する使節として派遣されたとする資料も存在する。
翌23日、帝都に到着したフォカスは皇帝として戴冠した。嵐を生き延びたティベリウス一行はコンスタンティノポリスから45 km先、プライネトス近くのアギオス・アウトノモスに漂着したが、関節炎によってマウリキウスが寝たきり状態に陥り、同地での滞在を余儀なくされた。フォカスの部下リリオス（Lilios）によって逮捕されたマウリキウスらはカルケドン・エウトロピロス港へと連行され、602年11月27日にティベリウスと4人の弟が処刑された後、マウリキウス自身も運命を共にした。彼らの遺体はティベリウスのおばゴルディア（Gordia）によって回収され、彼女の創建した聖ママス修道院に埋葬された。テオドシウスは帰国と同時に逮捕・処刑され、コンスタンティナと娘たちはコンスタンティノポリス総主教キュリアコス2世に保護された。

### 一次資料
- 『復活祭年代記（英語版）』
- ニキフォロス1世 (コンスタンディヌーポリ総主教)
- パウルス・ディアコヌス
- テオフィラクトス・シモカテス